# Unterseeboot 54 (1939)
Pour les articles homonymes, voir Unterseeboot 54.
L'Unterseeboot 54 ou U-54 est un sous-marin allemand (U-Boot) de type VII.B construit pour la Kriegsmarine pendant la Seconde Guerre mondiale.

## Construction
L'U-54 s'inscrit dans le programme 1937-1938 de construction d'une nouvelle classe de sous-marins océaniques. Il est de type VII B produit entre 1936 et 1940. Construit dans les chantiers de Friedrich Krupp Germaniawerft AG à Kiel, la quille du U-54 est posée le 13 septembre 1938 et il est lancé le 15 août 1939. L'U-54 entre en service un mois plus tard.

## Historique
Mis en service le 23 septembre 1939, l'U-54 sert en 1939 de sous-marin d'entrainement pour les équipages, au sein de la Unterseebootsflottille « Wegener ».
Il quitte Kiel pour réaliser sa première patrouille de guerre, le 12 février 1940, sous les ordres du Korvettenkapitän Günter Kutschmann à la recherche de convois ennemis à l'ouest de l'Espagne en passant par le nord des îles anglaises. Après neuf jours de navigation, l'U-54 est porté disparu avec ses 41 membres d'équipage le 20 février 1940, probablement après avoir heurté une mine dans les champs de mines no 4 ou no 6, déposées par les destroyers de la Royal Navy HMS Ivanhoe et HMS Intrepid au début de janvier 1940. Cette hypothèse n'a toutefois pas été prouvée et la raison de sa disparition reste officiellement inconnue. Une pièce appartenant à l'une de ses torpilles a été retrouvée le 14 mars 1940 par le patrouilleur allemand V1101 à la position géographique de 54° 57′ N, 6° 45′ E.

## Affectations
- Unterseebootsflottille "Wegener" du 23 septembre au 31 décembre 1939 à Kiel (entrainement)
- 7. Unterseebootsflottille du 1er janvier au 20 février 1940 à Kiel (service active)

## Commandements
- Kapitänleutnant Georg-Heinz Michel du 23 septembre au 30 novembre 1939
- Korvettenkapitän Günter Kutschmann du 5 décembre 1939 au 20 février 1940

Nota: Les noms de commandants sans indication de grade signifie que leur grade n'est pas connu avec certitude à notre époque (2013) à la date de la prise de commandement.

## Patrouilles
|       | Commandant                | Départ          | Départ | Arrivée         | Arrivée | Jours   | Succès |
| ----- | ------------------------- | --------------- | ------ | --------------- | ------- | ------- | ------ |
| 1     | KrvKpt. Günter Kutschmann | 12 février 1940 | Kiel   | 20 février 1940 | Coulé   | 9 jours |        |
| Total | Total                     | Total           | Total  | Total           | Total   | 9 jours | 0 t    |

Note : KrvKpt. = Korvettenkapitän 

## Navires coulés
L'Unterseeboot 54 n'a ni coulé, ni endommagé de navire ennemi au cours de l'unique patrouille (9 jours en mer) qu'il effectua.

### Sources
- (en) Cet article est partiellement ou en totalité issu de l’article de Wikipédia en anglais intitulé « German submarine U-54 (1939) » (voir la liste des auteurs).